# بولیو-سور-لیون
بولیو-سور-لیون (به فرانسوی: Beaulieu-sur-Layon) یک کمون (فرانسه) در فرانسه است که در canton of Thouarcé واقع شده‌است. بولیو-سور-لیون ۱۲٫۷۸ کیلومتر مربع مساحت دارد ۹۷ متر بالاتر از سطح دریا واقع شده‌است.